# اندرو ناگورسکی
اندرو ناگورسکی (انگلیسی: Andrew Nagorski؛  – ) روزنامه‌نگار اهل ایالات متحده آمریکا بود که بیش از سه دهه را به عنوان خبرنگار و سردبیر خارجی نیوزویک گذراند.